# Kateřina Hindráková
Kateřina Hindráková (Trutnov, 9 febbraio 1988) è un'ex cestista ceca.

## Carriera
Con la Rep. Ceca ha disputato due edizioni dei Campionati europei (2013, 2015).